# Đại Cách mạng Văn hóa vô sản
Đại Cách mạng Văn hóa Giai cấp Vô sản (giản thể: 无产阶级文化大革命; phồn thể: 無產階級文化大革命; Hán-Việt: Vô sản Giai cấp Văn hóa Đại Cách mạng; bính âm: Wúchǎn Jiējí Wénhuà Dà Gémìng; thường gọi tắt là Cách mạng Văn hóa 文化革命, hay Văn cách 文革, wéngé) là một phong trào chính trị xã hội tại Cộng hòa Nhân dân Trung Hoa diễn ra trong 10 năm từ tháng 5 năm 1966 tới tháng 10 năm 1976, gây tác động rộng lớn và sâu sắc lên mọi mặt của cuộc sống chính trị, văn hóa, xã hội ở Trung Quốc đại lục. Về mặt tích cực, cuộc cách mạng này đã làm thay đổi quan niệm xã hội, chính trị, tôn giáo và đạo đức của quốc gia này một cách sâu sắc và toàn diện. Tuy nhiên, phong trào này cũng gây ra những vụ bạo động, sự hỗn loạn và tổn thất lớn, nên nó cũng được gọi là "10 năm hỗn loạn", "10 năm thảm họa" (tiếng Trung: 十年动乱, 十年浩劫; Hán-Việt: Thập niên động loạn, thập niên hạo kiếp).
Cuộc cách mạng này được Mao Trạch Đông khởi xướng và lãnh đạo từ ngày 16 tháng 5 năm 1966, với mục tiêu chính thức là "đấu tranh với giai cấp tư sản trong lĩnh vực tư tưởng và sử dụng những tư tưởng và lề thói mới của giai cấp vô sản để thay đổi diện mạo tinh thần của toàn bộ xã hội". Tuy nhiên, mục đích chính của cách mạng này được một số người cho là để Mao Trạch Đông có thể lấy lại uy tín trong Đảng Cộng sản Trung Quốc sau thất bại của cuộc Đại nhảy vọt dẫn đến việc ông ta bị tổn thất uy tín đáng kể trước những người phản đối chính sách này như Lưu Thiếu Kỳ, Đặng Tiểu Bình, Bành Đức Hoài,...
Mao tuyên bố rằng "các phần tử tư sản đã xâm nhập vào chính phủ và xã hội", và đang có âm mưu "khôi phục chủ nghĩa tư bản". Lâm Bưu, người đứng đầu Quân Giải phóng Nhân dân Trung Quốc, đã được công nhận trong hiến pháp là người kế vị của Mao sau khi ông ta qua đời; Lâm Bưu biên soạn cuốn sách Hồng bảo thư, tuyển tập những câu nói của Mao, cuốn sách này trở thành một văn bản mang tính thiêng liêng, phục vụ cho sự sùng bái cá nhân Mao Trạch Đông. Để tiêu diệt các thành phần chống đối trong Đảng Cộng sản Trung Quốc cũng như trong các trường học, nhà máy và các tổ chức chính phủ, Mao nhấn mạnh rằng những người theo chủ nghĩa xét lại cần phải bị loại bỏ thông qua đấu tranh giai cấp bạo lực. Giới trẻ Trung Quốc hưởng ứng chủ trương này bằng việc thành lập các nhóm Hồng vệ binh trên khắp đất nước. Nhiều trường trung học và đại học đã bị đóng cửa. Các công nhân đô thị cũng chia thành các phe phái, và quân Giải phóng được huy động để khôi phục trật tự. Nhiều quan chức cấp cao, đáng chú ý nhất là Lưu Thiếu Kỳ và Đặng Tiểu Bình, đã bị Hồng vệ binh bắt giam. Khoảng 1,5 triệu người bị Hồng vệ binh buộc tội là "phần tử cánh hữu", họ phải chịu sự sỉ nhục công khai, bị bắt giam, bị tra tấn, bị tịch thu tài sản, và có những người còn bị xử tử hoặc bị ép phải tự tử. Nhiều thanh niên trí thức thành thị đã bị gửi đến các vùng nông thôn trong phong trào Tiến về Nông thôn. Các nhóm Hồng vệ binh quá khích đã phá hủy rất nhiều di tích và hiện vật lịch sử có giá trị, nhiều địa điểm văn hóa và tôn giáo vì cho rằng đó là cách để "diệt trừ tàn dư, hủ tục phong kiến".
Sau khi nhận thấy những sai lầm và quá kích của phong trào này, Mao Trạch Đông tuyên bố rằng cuộc cách mạng văn hóa đã kết thúc vào năm 1969. Hiện nay các nhà phê bình cho rằng cuộc cách mạng này còn âm ỉ trong cả giai đoạn từ 1969 đến 1976. Lâm Bưu, một người bị nghi ngờ là có âm mưu lật đổ Mao, đã bí mật trốn sang Liên Xô và ông ta đã chết trong một vụ tai nạn máy bay tại Mông Cổ vào năm 1971. Sau cái chết của Mao và sự kiện bắt giữ các thành viên của nhóm Tứ nhân bang là (Giang Thanh, Trương Xuân Kiều, Vương Hồng Văn và Diêu Văn Nguyên) vào năm 1976, Đặng Tiểu Bình dần hủy bỏ các chính sách sai lầm của Cách mạng Văn hóa. Năm 1981, Đảng Cộng sản Trung Quốc tuyên bố rằng Cách mạng Văn hóa là một "thất bại nặng nề và là tổn thất nặng nề nhất mà Đảng, nhà nước và nhân dân Trung Quốc phải gánh chịu." Tổng cộng 1,5 đến 1,8 triệu người Trung Quốc bị giết, tự sát hoặc chịu thương tật trong giai đoạn này, khoảng 20 triệu người thành thị bị đưa về nông thôn lao động trong nhiều năm. Khoảng 200 triệu người bị thiếu ăn thường xuyên.

## Bối cảnh
Sau khi Cộng hòa Nhân dân Trung Hoa được thành lập, Mao Trạch Đông muốn áp dụng mô hình của Stalin để xây dựng đất nước. Mao Trạch Đông tin rằng mô hình của Stalin là phương thức tiến hành cải tạo chủ nghĩa cộng sản tại Trung Quốc. Dưới thời kỳ Khrushchev lãnh đạo Đảng Cộng sản Liên Xô bắt đầu phủ nhận mô hình của Stalin, còn được gọi chủ nghĩa xét lại. Mao Trạch Đông chống lại chủ nghĩa hữu khuynh, mở rộng đấu tranh giai cấp, bác bỏ chủ nghĩa xét lại về Stalin. Đảng Cộng sản Trung Quốc đưa ra quan điểm Mao Trạch Đông phát động Đại Cách mạng Văn hóa để bắt đầu ngăn chặn chủ nghĩa tư bản phục hồi, duy trì Đảng trong sạch và tìm con đường xây dựng chủ nghĩa xã hội bằng chính mình. Trong Đảng, Mao Trạch Đông chỉ trích đối lập, Chủ tịch nước Lưu Thiếu Kỳ, Tổng Bí thư Đặng Tiểu Bình và chính sách khác là "sai lầm", mâu thuẫn giữa Lưu Thiếu Kỳ và Mao Trạch Đông gia tăng, về con đường xây dựng chủ nghĩa xã hội, Lưu Thiếu Kỳ và Đặng Tiểu Bình đưa ra quan điểm trái ngược với Mao Trạch Đông, để phát triển quan điểm của mình họ đã lập các nhóm nhỏ mà không cần thông báo trước với Mao Trạch Đông. Chính trong thời điểm này, Ủy ban Trung ương Đảng và Mao Trạch Đông đề xuất chủ nghĩa sửa đổi, Đảng và Nhà nước đang đối mặt với chủ nghĩa tư bản phục hồi hết sức nguy hiểm, vài năm trước tại nông thôn thực hiện chính sách "bốn sạch" (tiếng Trung: 四清, tứ thanh), và tại thành thị là "năm diệt" (tiếng Trung: 五反, ngũ phiên) và thể hiện sự phê phán các tư tưởng, vận động quần chúng ra sức đấu tranh bảo vệ Đảng và Nhà nước.

### Phong trào bốn sạch
Năm 1956, Đại hội Đảng lần thứ 20 Đảng Cộng sản Liên Xô chỉ trích Stalin, Mao Trạch Đông phản đối đưa ra quan điểm trái chiều. Tháng 4/1959, tại Hội nghị Trung ương 7 khóa VIII Đảng Cộng sản Trung Quốc, Mao Trạch Đông đưa ra quan điểm, nhấn mạnh sức mạnh được tập trung vào Ủy ban Thường vụ Bộ Chính trị, Ban Bí thư Trung ương do ông lãnh đạo. Ngày 2/7/1959, Hội nghị Bộ Chính trị mở rộng và Hội nghị Trung ương 8 khóa VIII họp tại Lư Sơn, tại Hội nghị này đã đưa ra quan điểm "đánh đổ tập đoàn phản động Bành" và "bảo vệ con đường đúng đắn của Đảng, đập tan chủ nghĩa cơ hội xét lại". Hội nghị Lư Sơn ban đầu dự định khắc phục sai lầm cực "tả" có tính thuyết phục xuất hiện trong Đại nhảy vọt năm 1958, nhưng đề xuất không được đồng ý trong cuộc họp. Ngày 14/7, Bộ trưởng Quốc phòng Bành Đức Hoài gửi thư cho Mao Trạch Đông "Thư gửi Chủ tịch tham khảo", chỉ trích Mao Trạch Đông rằng Đại nhảy vọt là "tính chất cuồng tín của giai cấp tiểu tư sản" và "cần phải ngăn chặn sự nguy hiểm của chủ nghĩa Stalin". Những lời chỉ trích của Bành Đức Hoài tương tự như những lời lẽ của Khrushchev, Bí thư thứ nhất Ủy ban Trung ương Đảng Cộng sản Liên Xô cách đây một năm, khi mối quan hệ Trung – Xô sụp đổ. Sau khi Mao Trạch Đông nhận được bức thư đã phân phát trong cuộc thảo luận, Hoàng Khắc Thành, Trương Văn Thiên, Chu Tiểu Chu và nhiều người khác đồng ý. Ngày 23/7, Mao Trạch Đông, người chưa bao giờ bày tỏ quan điểm của mình, cân nhắc xu hướng áp đảo trong đảng để khẳng định ý kiến của Bành Đức Hoài rằng lá thư cho thấy "sự rung chuyển của giai cấp tư sản" và tấn công vào đảng. Mao Trạch Đông tức giận với Bành Đức Hoài: "Ông đang chống lại Trung ương, bức thư đã phân phát, để quần chúng đấu tranh, tổ chức lực lượng, thiết lập lại Đảng và thế giới theo khuôn khổ của ông". Ngày 2/8, Mao Trạch Đông đã phát biểu và huy động để phản đối "cuộc tấn công lan rộng của chủ nghĩa cơ hội". Ông tuyên bố rõ ràng rằng không còn là vấn đề chống lại "cực tả" nữa. Bắt đầu từ ngày hôm sau, mỗi nhóm bắt đầu chỉ trích Bành Đức Hoài, Hoàng Khắc Thành, Trương Văn Thiên, Chu Tiểu Chu tương ứng.

### Đại nhảy vọt
Năm 1958, sau kế hoạch Năm năm lần thứ nhất, Mao Trạch Đông kêu gọi phát triển một "chủ nghĩa xã hội triệt để" trong nỗ lực đưa đất nước sang xã hội cộng sản tự cung tự cấp. Để đạt được mục tiêu này, Mao khởi xướng kế hoạch Đại nhảy vọt, thiết lập các "Xã Nhân dân đặc biệt" (thường gọi là Công xã nhân dân) ở nông thôn thông qua việc sử dụng lao động tập thể và vận động quần chúng. Nhiều cộng đồng dân cư đã được huy động để sản xuất một mặt hàng duy nhất-đó là thép. Và Mao Trạch Đông tuyên bố sẽ tăng sản lượng nông nghiệp lên gấp đôi mức năm 1957. Nhưng trên thực tế,sản lượng nông nghiệp thời kì đó của Trung Quốc còn không bằng thời vua Càn Long và thời nhà Thanh.
Cuộc Đại nhảy vọt là một thất bại về kinh tế. Các ngành công nghiệp rơi vào tình trạng bất ổn vì nông dân sản xuất quá nhiều thép chất lượng thấp trong khi các ngành khác bị bỏ rơi. Hơn nữa, những người nông dân không qua đào tạo và được trang bị nghèo nàn để sản xuất thép, phần lớn dựa vào khu vực sân sau nhà để đạt chỉ tiêu sản xuất thép do các quan chức địa phương đặt ra. Trong khi đó, các công cụ nhà nông chính bị nấu chảy để làm thép khiến quy mô sản xuất nông nghiệp bị thu nhỏ. Điều này dẫn đến sự sụt giảm sản lượng của phần lớn các mặt hàng ngoại trừ gang và thép không đạt tiêu chuẩn chất lượng. Tồi tệ hơn nữa, để tránh bị phạt, chính quyền địa phương thường xuyên phóng đại các con số và che giấu khiến cho vấn đề thêm trầm trọng trong nhiều năm.
Hầu như chưa phục hồi từ nhiều thập kỷ chiến tranh, nền kinh tế Trung Quốc thêm một lần nữa rơi vào khủng hoảng. Năm 1958, Đảng Cộng sản Trung Quốc bắt buộc phải thừa nhận rằng những số liệu thống kê sản xuất đã bị phóng đại. Ngoài ra, phần nhiều lượng thép sản xuất ra không tinh khiết và vô ích. Trong khi đó, sự hỗn loạn trong các khu sản xuất tập thể, thời tiết xấu và việc xuất khẩu lương thực nhằm đảm bảo an ninh lương thực đã dẫn đến một trận đói kém cực lớn. Thực phẩm trong tình trạng hết sức khan hiếm và sản xuất giảm đáng kể. Theo nhiều nguồn khác nhau, số người chết do nạn đói này gây ra ước tính 20 đến 30 triệu người.
Sự thất bại của cuộc Đại nhảy vọt có tác động lớn lên uy tín của Mao Trạch Đông bên trong Đảng. Năm 1959, ông ta từ chức Chủ tịch nhà nước, và sau đó Lưu Thiếu Kỳ lên thay. Tháng 7 năm 1959, những người lãnh đạo cấp cao của Đảng triệu tập tại Lư Sơn để thảo luận về các quyết sách của Đảng, nhất là các tác động của cuộc Đại nhảy vọt. Tại hội nghị, nguyên soái Bành Đức Hoài, khi đó là Bộ trưởng Quốc phòng Trung Quốc, đã chỉ trích chính sách của Mao Trạch Đông trong cuộc Đại nhảy vọt là đã quản lý kém và đi ngược lại các quy luật kinh tế.
Trong lúc Hội nghị Lư Sơn đóng vai trò như một hồi chuông báo tử cho nguyên soái Bành, cũng là nhà phê bình lớn tiếng nhất của Mao, điều này đã dẫn đến một sự chuyển giao quyền lực vào tay những người thuộc phái ôn hòa cầm đầu là Lưu Thiếu Kỳ và Đặng Tiểu Bình, những người nắm quyền kiểm soát chính phủ. Sau hội nghị, Mao Trạch Đông đã tìm cách tước bỏ các chức vụ chính thức của Bành Đức Hoài và buộc tội ông ta là kẻ "cơ hội cánh hữu". Bành Đức Hoài bị thay bởi Lâm Bưu, một vị tướng khác trong lực lượng quân cách mạng và sau này là người đóng vai trò chủ đạo trong việc thực hiện các chính sách của Chủ nghĩa Mao Trạch Đông.

## Xung đột giữa Lưu Thiếu Kỳ và Mao Trạch Đông
Vào đầu những năm 1960, mặc dù Mao Trạch Đông vẫn còn giữ chức Chủ tịch Đảng, trách nhiệm chính trong sự thất bại của cuộc Đại nhảy vọt đã buộc ông ta phải giam mình khỏi những vấn đề thường nhật của nhà nước và chính phủ. Nhiều chính sách Đại nhảy vọt của ông ta bị đảo ngược, các tác động tiêu cực của chúng giảm nhẹ và dần dần biến mất. Trong số những cải cách của Lưu Thiếu Kỳ và Đặng Tiểu Bình thì việc xóa bỏ phần nào tình trạng sản xuất tập thể được xem là thực dụng và hiệu quả hơn. Trong suốt quá trình này, Lưu Thiếu Kỳ đặt ra cụm từ nổi tiếng, "Mua tốt hơn tự sản xuất, và cho thuê tốt hơn so với đi mua". Điều này đã mở ra một biên giới mới trong kinh tế Trung Quốc và đối lập với lý thuyết "tự cung tự cấp" của Mao Trạch Đông.
Những chính sách kinh tế thành công của Lưu Thiếu Kỳ đã thu hút sự ủng hộ từ bên trong Đảng. Cùng với Đặng Tiểu Bình, Kỳ dường như muốn trục xuất Mao Trạch Đông ra khỏi bộ máy quyền lực nhưng vẫn giữ ông ta trong vai trò biểu tượng quốc gia. Đáp lại, Mao Trạch Đông đã khởi xướng Phong trào Giáo dục Xã hội Chủ nghĩa vào năm 1962 để lấy lại nền tảng chính trị của mình. Mục tiêu chính của phong trào là khôi phục lòng nhiệt thành cách mạng của các đảng viên và quần chúng. Đáng chú ý hơn, phong trào này còn tập trung vào cải cách hệ thống giáo dục tiểu học và trung học. Một trong những khía cạnh nổi bật nhất của nó là sự kết hợp của đơn vị hành chính xã và lao động nhà máy vào giáo dục. Phong trào đã đạt được kết quả là đưa chủ nghĩa Mao vào giới trẻ Trung Quốc.
Năm 1963, Mao Trạch Đông bắt đầu công kích Lưu Thiếu Kỳ công khai hơn. Ông ta tuyên bố rằng đấu tranh giai cấp vẫn đang được tiến hành và phải được học hỏi và áp dụng "ngày một, tháng một, và năm một", và bóng gió rằng các thành phần cố hữu của giai cấp tư sản (ám chỉ Lưu Thiếu Kỳ) vẫn còn tồn tại mặc dù cách mạng đã thành công. Năm 1964, Phong trào Giáo dục Xã hội Chủ nghĩa tiến triển trở thành Phong trào Bốn-dọn-dẹp, một phong trào chính trị - xã hội rộng lớn hơn nhằm mục đích "làm sạch chính trị, kinh tế, tư tưởng, và tổ chức của bọn phản động". Mao Trạch Đông xem chiến dịch này là nhắm vào các thành phần trung lưu vừa được thiết lập nhưng đã trở nên xa rời quần chúng, trong khi Lưu Thiếu Kỳ lại muốn một cách tiếp cận từ dưới lên để loại bỏ những tội phạm nhỏ, tầng lớp địa chủ và thành phần phản động. Sự bất đồng trong quan điểm về bản chất của phong trào đã tạo ra xung đột giữa Mao Trạch Đông và Lưu Thiếu Kỳ.

## Khẩu chiến chính trị
Cuối năm 1959, nhà sử học và cũng là Phó Thị trưởng Bắc Kinh Ngô Hàm xuất bản phiên bản đầu tiên của bộ kịch lịch sử tựa đề Hải Thụy bãi quan (海瑞罢官). Trong vở kịch, một viên quan trung thành tên Hải Thụy bị sa thải bởi một tên hoàng đế biến chất. Trong khi vở kịch nhận được sự ca ngợi từ phía Mao thì năm 1965 vợ Mao Trạch Đông là Giang Thanh và đồng minh của bà ta là Diêu Văn Nguyên, biên tập viên cho một tờ báo ở Thượng Hải, đã viết bài báo công kích vở kịch. Diêu gọi vở kịch là "một thứ cỏ độc" hãm hại Mao với ngụ ý Mao như một tên hoàng đế suy đồi và Bành Đức Hoài như một công chức trung thực.
Bài báo Thượng Hải đó lan truyền khắp nước và nhiều tờ nhật báo hàng đầu khác đã xin đăng lại. Thị trưởng Bắc Kinh là Bành Chân, một người ủng hộ Ngô Hàm, đã thành lập một ủy ban nghiên cứu bài báo và công bố rằng những lời chỉ trích của Diêu Văn Nguyên là không chính đáng. Ngày 12 tháng 2 năm 1966, Ủy ban (gọi là "Nhóm Năm tên chịu trách nhiệm về cuộc Đại Cách mạng văn hóa") đã công bố một báo cáo mà về sau được biết đến với tên "Đại cương tháng Hai" (二月提纲) nhằm tìm cách giới hạn tranh luận về nhân vật Hải Thụy trong khuôn khổ văn chương và lôi kéo sự chú ý của dư luận ra khỏi các hàm ý chính trị.
Tuy nhiên, Giang Thanh và Diêu Văn Nguyên tiếp tục tố cáo cả Ngô Hàm và Bành Chân trên báo chí. Ngày 16 tháng 5, dưới sự chỉ đạo của Mao, Bộ Chính trị Đảng Cộng sản Trung Quốc đã ban hành một thông báo chính thức về cuộc Đại Cách mạng văn hóa. Trong tài liệu này, Bành Chân bị chỉ trích gay gắt và nhóm "Năm tên" bị giải tán và được thay thế bởi Nhóm Cách mạng văn hóa. Ngày 18 tháng 5, Lâm Bưu tuyên bố trong một bài phát biểu rằng "Chủ tịch Mao là một thiên tài, và mọi thứ Chủ tịch nói đều thực sự tuyệt vời; những lời nói của Chủ tịch sẽ tạo ra ý nghĩa cuộc sống của hàng trăm ngàn người trong chúng ta". Vì vậy, bắt đầu giai đoạn đầu của sự sùng bái nhân cách Mao Trạch Đông do Giang Thanh, Lâm Bưu và những kẻ cùng phe điều hành.
Ngày 25 tháng 5, một giảng viên triết học tại Đại học Bắc Kinh tên là Nhiếp Nguyên Tử (聂元梓) đã viết một tấm áp phích lớn và dán ở bảng tin công cộng. Nhiếp công kích giới lãnh đạo Đảng trong trường và các quan chức của Đảng ở Bắc Kinh là "bọn côn đồ đen tối chống lại Đảng", ngụ ý rằng có các thế lực đen tối trong Chính phủ và các trường đại học đang cố gắng ngăn chặn tiến trình cách mạng. Vài ngày sau đó, Mao ra lệnh phổ biến những lời của Nhiếp ra khắp nước và gọi đó là "tấm áp phích lớn tuyên truyền cho Chủ nghĩa Mác đầu tiên ở Trung Quốc". Ngày 29 tháng 5, tại trường trung học thuộc Đại học Thanh Hoa, đơn vị Hồng vệ binh đầu tiên được thành lập. Mục đích của đơn vị này là trừng phạt và cô lập cả giới trí thức lẫn những kẻ thù chính trị của Mao.
Ngày 1 tháng 6 năm 1966, tờ Nhân dân Nhật báo đã phát động một cuộc công kích vào các lực lượng phản động trong giới trí thức. Sau đó, giới chủ tịch các trường đại học và những người trí thức nổi tiếng khác bị truy tố. Ngày 28 tháng 7 năm 1966, đại diện Hồng vệ binh đã viết thư cho Mao nói rằng các cuộc thanh trừng trên diện rộng và tất cả những sự kiện chính trị-xã hội có liên quan đều được thực hiện chính xác và công minh. Mao đáp lại với sự ủng hộ toàn diện của mình bằng tấm áp phích lớn tựa đề "Oanh tạc các trụ sở" (tiếng Trung: 炮打司令部——我的一张大字报). Mao viết rằng, bất chấp cuộc Cách mạng vô sản đã được tiến hành, giai cấp thống trị vẫn bị thâu tóm bởi các thành phần tư sản, các nhà tư bản và những người theo chủ nghĩa xét lại, và rằng các thành phần phản cách mạng này vẫn còn tồn tại, thậm chí ngay trong hàng ngũ lãnh đạo cấp cao của Đảng. Điều này thực ra là một cuộc khẩu chiến chống lại Lưu Thiếu Kỳ, Đặng Tiểu Bình và những người cùng phe với họ.

## Diễn biến

### 1966
Ngày 8 tháng 8 năm 1966, Ủy ban Trung ương Đảng Cộng sản Trung Quốc thông qua "quyết định liên quan đến Cuộc Cách mạng Văn hóa Vô sản" (còn gọi là "Thông cáo 16 điểm"). Quyết định này quy định rằng Cuộc Cách mạng văn hóa Vô sản là "một cuộc cách mạng lớn đụng chạm đến tất cả mọi người và thiết lập một giai đoạn mới trong sự phát triển của cách mạng xã hội chủ nghĩa trong nước, một giai đoạn sâu rộng hơn". 
| “                     | Mặc dù giai cấp tư sản đã bị lật đổ, chúng vẫn cố gắng sử dụng những tư tưởng và lề thói cũ của giai cấp bóc lột để đầu độc quần chúng nhân dân, nắm bắt tâm chí họ và cố gắng khôi phục giai đoạn tư sản. Giai cấp vô sản phải làm điều ngược lại: Đó là tranh đấu với giai cấp tư sản trong lĩnh vực tư tưởng và sử dụng những tư tưởng và lề thói mới của giai cấp vô sản để thay đổi diện mạo tinh thần của toàn bộ xã hội. Hiện tại, mục tiêu của chúng ta là đấu tranh và đè bẹp những kẻ hữu khuynh muốn phá bỏ cấu trúc thượng tầng của chủ nghĩa xã hội... | ” |
| — "Thông cáo 16 điểm" | |   |

Vì vậy, quyết định đó lấy phong trào sinh viên sẵn có và phát triển nó lên một cấp độ chiến dịch đại chúng toàn quốc, kêu gọi sự tham gia của không những sinh viên mà còn cả công nhân, nông dân, quân nhân, trí thức cách mạng và các cán bộ cách mạng để tiến hành nhiệm vụ chuyển đổi cấu trúc thượng tầng bằng cách treo các áp phích ký tự lớn và tổ chức các cuộc tranh luận sôi nổi. Theo ý Mao thì Trung Quốc cần "một cuộc cách mạng văn hóa" để đưa Chủ nghĩa xã hội trở lại. Các quyền tự do quy định theo Thông cáo 16 điểm sau đó được đưa vào Hiến pháp Trung Quốc như là "Bốn quyền tuyệt vời nhất của nền dân chủ vĩ đại": Quyền tự do ngôn luận, quyền phát biểu ý kiến, quyền được viết các áp phích ký tự lớn và quyền được tổ chức các tranh luận lớn. Thực ra, trong bốn quyền đó, một số quyền đã bao hàm lẫn nhau.
Những người mà không có mối liên quan với Đảng Cộng sản sẽ được thử thách và thông thường bị buộc tội tham nhũng và bị bỏ tù. Những quyền tự do này được bổ sung bởi quyền được bãi công, mặc dù quyền này đã bị suy yếu bởi sự dính dáng của quân đội vào nền chính trị dân sự vào tháng 2 năm 1967. Tất cả những quyền này đã bị xóa bỏ khỏi Hiến pháp sau khi Chính phủ của Đặng Tiểu Bình dập tắt Phong trào Bức tường Dân chủ năm 1979.
Ngày 16 tháng 8 năm 1966, hàng triệu Hồng vệ binh từ khắp các nơi trên đất nước tập trung tại Bắc Kinh để có cơ hội thấy mặt Chủ tịch Mao. Ngay trên đầu cổng Thiên An Môn, Chủ tịch Mao Trạch Đông và Lâm Bưu đã xuất hiện và diễn thuyết trước 11 triệu Hồng vệ binh, và nhận được rất nhiều tràng reo hò từ đám đông. Mao ca ngợi hành động của Hồng vệ binh trong các chiến dịch gần đây là "phát triển Chủ nghĩa xã hội và dân chủ".
Ngày 1/6/1966, trên Nhân dân Nhật báo có bài xã luận với tựa đề "Bài trừ mọi tư tưởng cũ, văn hóa cũ, phong tục cũ, tập quán cũ đầu độc nhân dân do giai cấp bóc lột dựng nên" mở đầu Chiến dịch tiêu hủy Bốn cái cũ. Trong chiến dịch này tất cả những gì liên quan đến các loại tôn giáo đều bị Hồng vệ binh ngược đãi thẳng tay. Nhiều công trình tôn giáo như chùa chiền, nhà thờ, tu viện Hồi giáo, và các nghĩa trang đều bị đóng cửa, đôi khi còn bị cướp phá hoặc bị đập bỏ. Nhiều cổ vật, sách cổ, tranh ảnh, thư pháp... bị phá hủy, đốt bỏ. Điều khủng khiếp nhất của chiến dịch là việc sử dụng bừa bãi hình thức tra tấn, giết chóc dẫn đến các vụ tự tử do nạn nhân không chịu được tra tấn và nhục nhã. Trong tháng 8 và tháng 9, chỉ riêng ở Bắc Kinh đã có 1772 người bị sát hại. Tại Thượng Hải, trong tháng 12 có 704 vụ tự tử và 534 ca tử vong liên quan đến Cách mạng Văn hóa. Trong thời gian này ở Vũ Hán cũng chứng kiến 62 vụ tự sát và 32 vụ giết người.
Chính quyền cũng không dám ngăn chặn hành động của Hồng vệ binh. Xie Fuzhi, cảnh sát trưởng quốc gia, cho biết: "Đừng nói rằng họ sai khi đánh đập những kẻ xấu; nếu trong cơn thịnh nộ mà họ có đánh ai đó đến chết thì cũng có thể hiểu được."
Trong hai năm, đến tận tháng 7 năm 1968 (ở vài nơi, thời gian có thể lâu hơn), các nhóm hoạt động của Hội sinh viên như lực lượng Hồng vệ binh đã mở rộng lĩnh vực quyền lực của mình, và gia tăng các nỗ lực tái thiết Xã hội chủ nghĩa. Họ bắt đầu bằng cách phát tờ rơi giải thích cho hành động phát triển và củng cố Chủ nghĩa xã hội của họ và đưa tên các nhân vật bị khép tội "phản cách mạng" lên trên bảng tin của trường. Họ tập hợp lại thành từng nhóm lớn, tổ chức các buổi tranh luận lớn, và viết các vở kịch mang tính "giáo dục". Họ tổ chức các cuộc họp công cộng để chỉ trích những lời bào chữa của các bị cáo "phản cách mạng".

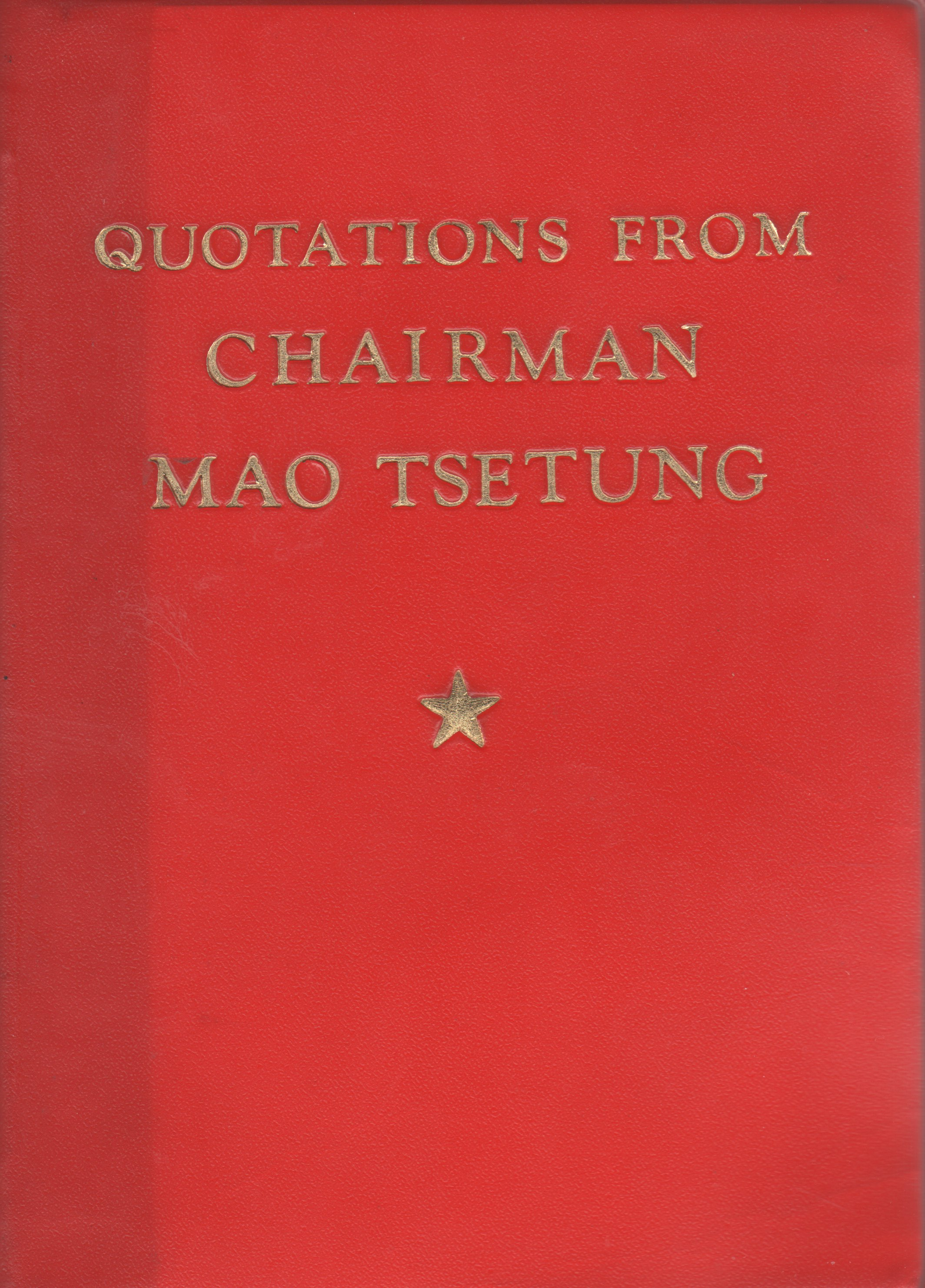
Hồng bảo thư, ấn bản tiếng Anh

Đây là một trong nhiều trích đoạn từ cuốn Hồng bảo thư mà sau này Hồng vệ binh luôn mang theo như một sự chỉ dẫn hành động từ phía Mao Trạch Đông. Đó là kim chỉ nam cho hành động vì mục tiêu tương lai của Hồng vệ binh. Những trích dẫn trực tiếp từ lời của Mao đã dẫn đến các hành động khác của Hồng vệ binh dưới quan điểm của các nhà sáng lập Chủ nghĩa Mao khác. Mặc dù Thông cáo 16 điểm và các tuyên bố khác từ các nhà lãnh đạo cấp cao khác của Chủ nghĩa Mao đều ngăn cấm hình thức "bạo động vũ trang" (vũ đấu) và ủng hộ "đấu tranh tâm lý" (văn đấu), nhưng những cuộc đấu tranh này thường dẫn đến việc sử dụng vũ lực. Ban đầu, những cuộc khẩu chiến giữa các nhóm hoạt động thậm chí trở thành bạo lực, nhất là khi họ bắt đầu tước vũ khí của quân đội năm 1967. Những người khởi xướng Chủ nghĩa Mao đã giới hạn hoạt động của Hồng vệ binh trong khuôn khổ hình thức "bất bạo động", nhưng đôi khi chính điều đó lại dường như khuyến khích bạo lực; và chỉ sau các vụ cướp vũ khí quân đội của Hồng vệ binh, họ mới bắt đầu đàn áp các phong trào quần chúng. Lưu Thiếu Kỳ bị đưa vào một trại tạm giam và qua đời tại đó năm 1969. Đặng Tiểu Bình cũng bị đưa đi "cải tạo" ba lần và cuối cùng phải làm việc trong một nhà máy cơ khí cho đến khi Chu Ân Lai đưa ông trở lại vài năm sau đó. Tuy nhiên, phần lớn những người bị bắt giữ không được may mắn như vậy và nhiều người trong số họ không bao giờ được quay trở lại.
Hành động của Hồng vệ binh được chủ tịch Mao Trạch Đông ca ngợi. Ngày 22 tháng 8 năm 1966, ông ban hành một thông cáo chung, trong đó quy định cấm mọi sự can thiệp từ phía cảnh sát vào hoạt động của Hồng vệ binh. Người nào làm trái với Thông cáo đó sẽ bị gán cho tội danh "phản cách mạng".
Ngày 5 tháng 9 năm 1966, một thông cáo khác được ban hành khuyến khích tất cả Hồng vệ binh đến Bắc Kinh trong một quãng thời gian xác định. Tất cả chi phí, bao gồm ăn ở và đi lại sẽ được chính quyền chi trả. Ngày 10 tháng 10 năm 1966, một đồng minh của Mao là Lâm Bưu đã công khai chỉ trích Lưu Thiếu Kỳ và Đặng Tiểu Bình là "những kẻ dẫn đường cho Chủ nghĩa Tư bản" và là "mối đe dọa" đến Chủ nghĩa Xã hội. Sau đó, Bành Đức Hoài cũng bị đưa đến Bắc Kinh và bị truy tố trước quần chúng.

### 1967
Ngày 3 tháng 1 năm 1967, Lâm Bưu và Giang Thanh đã sử dụng truyền thông và cán bộ địa phương để tạo ra cái gọi là "Bão táp tháng Giêng", trong đó nhiều quan chức cấp cao Thượng Hải cũng bị chỉ trích nặng nề và bị đem ra truy tố. Điều này đã mở đường cho Vương Hồng Văn nắm quyền quản lý thành phố với chức danh người đứng đầu Ủy ban Cách mạng thành phố. Do đó, chính quyền thành phố bị bãi bỏ. Ở Bắc Kinh, Lưu Thiếu Kỳ và Đặng Tiểu Bình một lần nữa trở thành mục tiêu của sự chỉ trích, nhưng những chỉ trích khác cũng nhắm vào các việc làm sai trái của Phó thủ tướng Trần Vân. Các quan chức chính phủ hay đảng viên địa phương cũng nhân cơ hội này để cáo buộc địch thủ tội "phản cách mạng".
Ngày 8 tháng Giêng, Mao đã ca ngợi những hành động này thông qua tờ báo của Đảng là tờ Nhân dân Nhật báo, khuyến khích các quan chức địa phương phê bình và tự phê bình nếu có dính líu tới hoạt động "phản cách mạng". Điều này dẫn đến các cuộc thanh trừng trên diện rộng và liên tiếp giữa các quan chức địa phương khiến cho chính quyền nhân dân ở nhiều địa phương bị tê liệt hoàn toàn. Tham gia vào các cuộc thanh trừng "phản cách mạng" này là cách duy nhất để tránh bị thanh trừng, nhưng cũng không có gì đảm bảo.
Vào tháng hai, Giang Thanh và Lâm Bưu, dưới sự ủng hộ của Mao, đã nhấn mạnh rằng "đấu tranh giai cấp" cần mở rộng sang ngành quân đội. Nhiều tướng lĩnh chủ chốt trong Quân Giải phóng Nhân dân Trung Hoa đã tỏ thái độ lo ngại và phản đối Cách mạng văn hóa; họ gọi đó là "một sự sai lầm". Cựu Bộ trưởng Ngoại giao là Trần Nghị đã tỏ ra tức giận ngay trong cuộc họp Bộ Chính trị, và nói rằng sự chia bè kết phái sẽ hủy hoại quân đội hoàn toàn và sau đó là đến Đảng.
Các tướng lĩnh khác, bao gồm Nhiếp Vinh Trăn, Hạ Long và Từ Hướng Tiền cũng bày tỏ sự bất mãn. Họ lần lượt bị tố cáo bởi các phương tiện truyền thông quốc gia dưới sự kiểm soát của Trương Xuân Kiều và Diêu Văn Nguyên. Cuối cùng thì tất cả bọn họ đều bị thanh trừng bởi Hồng vệ binh. Cùng lúc đó, nhiều đơn vị Hồng vệ binh lớn quay sang đối đầu với nhau do mâu thuẫn về lập trường cách mạng khiến cho tình hình thêm phức tạp và làm đất nước thêm hỗn loạn.
Do vậy, Giang Thanh đã ra thông báo dừng tất các hành động không lành mạnh bên trong lực lượng Hồng vệ binh. Ngày 6 tháng 4, Lưu Thiếu Kỳ đã bị lên án công khai và rộng rãi bởi nhóm thành viên gồm Giang Thanh, Khang Sinh, thậm chí có cả Mao. Tiếp theo đó là một kháng nghị và các cuộc tuần hành của quần chúng, đáng chú ý nhất là cuộc tuần hành ở Vũ Hán ngày 20 tháng 7. Trong nơi này, Giang Thanh đã công khai tố cáo bất kỳ "hành động phản cách mạng nào"; sau đó đích thân bà ta bay tới Vũ Hán để chỉ trích Trần Tái Đạo, tướng phụ trách khu vực Vũ Hán.
Ngày 22 tháng 7, Giang Thanh chỉ đạo Hồng vệ binh thay thế Quân Giải phóng Nhân dân Trung Hoa nếu cần thiết, do đó làm cho lực lượng vũ trang hiện tại bị vô hiệu. Sau lần ca ngợi ban đầu của Giang Thanh, Hồng vệ binh bắt đầu cướp phá các doanh trại và các tòa nhà quân đội. Hành động này đã không thể bị ngăn chặn bởi các tướng lĩnh quân đội và kéo dài tới tận mùa thu năm 1968.

### 1968

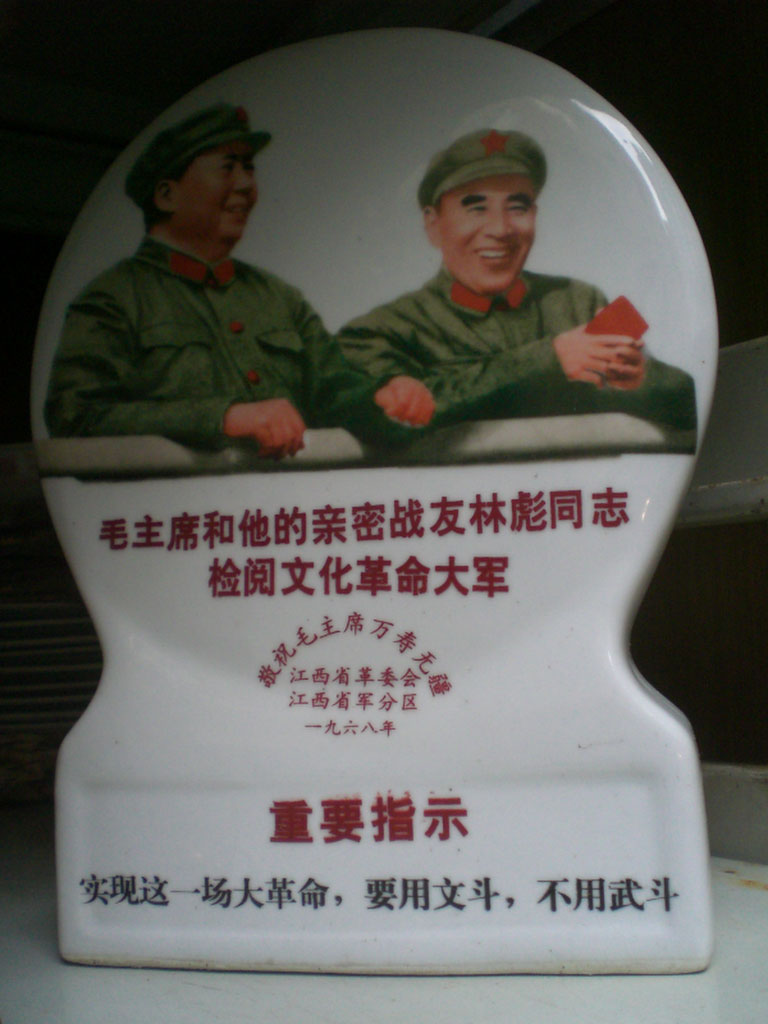
Là cánh tay đắc lực của Mao, quyền lực của Lâm Bưu chỉ dưới Mao.

Mùa xuân 1968, một chiến dịch lớn nổ ra nhằm mục đích đẩy mạnh tôn sùng Mao Trạch Đông lên mức ngang thần thánh. Ngày 27 tháng 7 năm 1968, sự lấn quyền quân đội của Hồng vệ binh chính thức kết thúc và chính quyền trung ương gửi các đơn vị quân đội tới để bảo vệ nhiều khu vực là mục tiêu của Hồng vệ binh. Mao ủng hộ và thúc đẩy ý tưởng cho phép quần chúng lắng nghe một trong những chỉ dẫn tối cao của mình. Một năm sau đó, các nhóm Hồng vệ binh hoàn toàn tan rã vì Mao sợ rằng sự hỗn loạn do họ gây ra có thể làm hại nền tảng căn bản của Đảng Cộng sản Trung Quốc. Trong bất kỳ trường hợp nào thì mục tiêu của Hồng vệ binh đã đạt được và Mao đã củng cố được quyền lực chính trị của mình.
Đầu tháng 10, Mao tiến hành chiến dịch thanh trừng những quan chức không trung thành với ông ta. Họ bị đưa tới vùng nông thôn và làm việc trong các trại lao động. Cũng trong tháng này, tại Đại hội Đảng lần thứ 12-khóa 8, Lưu Thiếu Kỳ bị trục xuất vĩnh viễn ra khỏi Đảng và Lâm Bưu được đưa lên giữ chức Phó Chủ tịch Đảng và được Mao chọn làm người kế tục. Địa vị và danh tiếng của Bưu chỉ xếp sau Mao.
Lâm Bưu, người được Mao chọn kế vị, trở thành nhân vật nổi bật nhất trong cuộc Đại Cách mạng văn hóa sau năm 1968. Tháng 12 năm 1971, Trung Quốc (và thế giới) bị sốc sau khi một chiếc máy bay bị rơi ở Mông Cổ và Lâm Bưu được cho là một trong những hành khách xấu số. Sự kiện này xảy ra sau một loạt những nỗ lực ám sát Mao bất thành. Từ đó đến nay, chưa thể xác minh được các sự kiện liên quan đến Lâm Bưu trong giai đoạn 1968-1971 với độ thuyết phục và chính xác được vì lý do nhạy cảm chính trị xung quanh sự kiện máy bay rơi đó. Những năm tháng quyền lực của Lâm Bưu và cái chết đầy bí ẩn của ông ta là chủ đề quan tâm của nhiều sử gia khắp thế giới nhưng chưa một ai có thể đưa ra kết luận xác đáng về vấn đề đó.
Tháng 12 năm 1968, Mao triển khai Phong trào Tiến về nông thôn. Phong trào kéo dài từ cuối thập niên 1960 đến đầu thập niên 1970 đã huy động hàng trăm ngàn trí thức trẻ sống ở các thành phố đi về các vùng nông thôn để sống, lao động và học hỏi kinh nghiệm của những người công nhân và nông dân. Từ "trí thức" lúc đó được dùng với nghĩa rộng nhất là những học sinh mới tốt nghiệp trung học. Cuối những năm 1970, những "trí thức trẻ" này cuối cùng cũng được phép trở về thành phố quê nhà. Xét khía cạnh nào đó thì phong trào này là một cách thức điều chuyển các thành viên Hồng vệ binh từ thành phố về nông thôn, nơi mà họ ít có khả năng gây loạn nhất.

### 1969
Đại hội Đảng IX được tổ chức vào tháng 4 năm 1969, và phục vụ như là một phương tiện để "hồi sinh" đảng với tư duy mới và cán bộ mới sau khi nhiều thành phần lãnh đạo cũ đã bị loại trừ trong các cuộc đấu tranh của những năm trước đó. Khuôn khổ thể chế của Đảng thành lập hai thập kỷ trước đó đã bị hư hại gần như hoàn toàn: cho nên đại biểu Quốc hội lần này thực ra đã được lựa chọn bởi Ủy ban cách mạng chứ không phải thông qua bầu cử của đảng viên . Con số đại diện của quân đội tăng lên nhiều so với đại hội trước đó (28% các đại biểu là thành viên Quân Giải phóng Nhân dân), và việc bầu cử thêm nhiều thành viên Quân Giải phóng Nhân dân vào Ủy ban Trung ương mới phản ánh sự gia tăng này. Nhiều sĩ quan quân đội được lên chức trung thành với thống soái Quân Giải phóng Nhân dân Lâm Bưu, thành hình một phe phái mới phân chia giữa lãnh đạo quân đội và dân sự.

## Hậu quả và di chứng
Cách mạng văn hóa ở Trung Quốc đã để lại những hậu quả nghiêm trọng không chỉ về kinh tế, xã hội mà cả về văn hóa. Trước khi Mao Trạch Đông qua đời, người ta có ước tính rằng có khoảng 12 đến 20 triệu người, gồm 5,4 triệu Hồng vệ binh, đã trải qua lao động nặng nhọc ở nông thôn, trong đó là 1 triệu người dân Thượng Hải, tức là 18% dân số của thành phố lúc đó. Số nạn nhân trong giai đoạn này có nhiều ước tính khác nhau, nhưng chắc chắn là rất lớn. Theo nhà nghiên cứu Rudolph Rummel, từ năm 1964 đến năm 1975, khoảng 7,7 triệu người Trung Quốc là nạn nhân trực tiếp hoặc gián tiếp bởi phong trào này do đói kém và xung đột dân sự. Khoảng 3 triệu người (trong đó có nhiều Đảng viên Đảng Cộng sản Trung Quốc) bị kỷ luật hoặc cầm tù, 60% đảng viên bị khai trừ, nhiều người trong số họ bị trục xuất về nông thôn để lao động nặng nhọc trong thời gian diễn ra Cách mạng văn hóa. Về mặt xã hội, trong thời Cách mạng văn hóa, nhiều trường đại học ở Trung Quốc đã bị đóng cửa, dẫn đến hậu quả là cả một thế hệ người Trung Quốc không được tiếp cận với giáo dục đại học. Trong thập niên 1980, Tổng Bí thư Đảng Cộng sản Trung Quốc khi đó là Hồ Diệu Bang đã nhận xét rằng: "Khoảng 100 triệu người Trung Quốc đã chịu đau khổ trong thời kỳ này".

## Nhận định
Đặng Tiểu Bình đã nhận định những sai lầm của cuộc Cách mạng Văn hóa có phần trách nhiệm của Mao Trạch Đông trên cương vị người lãnh đạo đất nước, nhưng mặt khác nó cũng là do sự kích động quá khích của đám đông quần chúng khiến việc thi hành phong trào trở nên hỗn loạn, chệch hẳn so với dự định ban đầu:
"Cách mạng Văn hóa là một sai lầm. Chúng ta phải mạnh dạn chối bỏ sai lầm này của Mao trong những năm tháng cuối đời của ông. Nhưng cũng cần nhìn vào sự thật. Sự thật là không phải mọi sai lầm và quá đáng trong cuộc Cách mạng Văn Hóa đều do Mao." .
Bao Pu, một tác giả tại Hong Kong, có quan điểm tương tự. Mao Trạch Đông là người chủ xướng phong trào, nhưng nhiều người dân Trung Quốc cũng "vừa là tội đồ, vừa là nạn nhân". Đây là sai lầm chung của cả một thế hệ, nếu hàng chục triệu người dân Trung Quốc không hăng hái tấn công lẫn nhau, nếu không có hàng chục triệu thanh niên Hồng Vệ Binh quá khích đập phá để hùa theo phong trào thì thiệt hại đã không lớn đến vậy:
"Không thể đổ hết mọi tội lỗi cho Mao Trạch Đông được. Đúng, ông ta có trách nhiệm vì là người khơi mào phong trào, nhưng để tàn phá toàn bộ đất nước đến mức như vậy – thì cả một thế hệ người Trung Quốc phải nhìn nhận lại."
Trong Nghị quyết năm 1981 của Hội nghị lần thứ 6 Ban Chấp hành Trung ương Đảng Cộng sản Trung Quốc, Cách mạng văn hóa được nêu lên với kết quả là "gây ra bất ổn định xã hội, và gây ra thảm họa cho Đảng, nhà nước, và nhân dân".

### Tổng quan
- Michael Schoenhals, ed., China's Cultural Revolution, 1966-1969: Not a Dinner Party (Armonk, N.Y.: M.E. Sharpe, 1996. An East Gate Reader). xix, 400p. ISBN 1563247364.
- MacFarquhar, Roderick and Schoenhals, Michael. Mao's Last Revolution. Harvard University Press, 2006. ISBN 0674023323
- Morning Sun, "Bibliography," Morningsun.org Books and articles of General Readings and Selected Personal Narratives on the Cultural Revolution.

### Chủ đề chuyên sâu
- Chan, Anita. 1985. Children of Mao: Personality Development and Political Activism in the Red Guard Generation. Seattle: University of Washington Press.
- Chan, Che Po. 1991. From Idealism to Pragmatism: The Change of Political Thinking among the Red Guard Generation in China. Ph.D. diss., University of California, Santa Barbara.
- Zheng Yi. Scarlet Memorial: Tales of Cannibalism in Modern China. Westview Press, 1998. ISBN 0813326168
- Yang, Guobin. 2000. China's Red Guard Generation: The Ritual Process of Identity Transformation, 1966-1999. Ph.D. diss., New York University.
- Fox Butterfield, China: Alive in the Bitter Sea, (1982, revised 2000), ISBN 0-553-34219-3, an oral history of some Chinese people's experience during the Cultural Revolution.
- Chang, Jung và Halliday, Jon. Mao: The Unknown Story. Jonathan Cape, London, 2005. ISBN 0224071262

### Khác
- Simon Leys (penname of Pierre Ryckmans) Broken Images: Essays on Chinese Culture and Politics (1979). ISBN 0-8052-8069-3
- - Chinese Shadows (1978). ISBN 0-670-21918-5; ISBN 0-14-004787-5.
- - The Burning Forest: Essays on Chinese Culture and Politics (1986). ISBN 0-03-005063-4; ISBN 0-586-08630-7; ISBN 0-8050-0350-9; ISBN 0-8050-0242-1.
- - The Chairman's New Clothes: Mao and the Cultural Revolution (1977; revised 1981). ISBN 0-85031-208-6; ISBN 0-8052-8080-4; ISBN 0-312-12791-X; ISBN 0-85031-209-4; ISBN 0-85031-435-6 (revised ed.).
- Liu, Guokai. 1987. A Brief Analysis of the Cultural Revolution. edited by Anita Chan. Armonk, N.Y.: M. E. Sharpe.
- Sijie Dai, translated by Ina Rilke, Balzac and the Little Chinese Seamstress (New York: Knopf: Distributed by Random House, 2001). 197p. ISBN 2001029865
- Xingjian Gao, translated by Mabel Lee, One Man's Bible: A Novel (New York: HarperCollins, 2002). 450p.
- Hua Gu, A Small Town Called Hibiscus (Beijing, China: Chinese Literature: distributed by China Publications Centre, 1st, 1983. Panda Books). Translated by Gladys Yang. 260p. Reprinted: San Francisco: China Books.
- Hua Yu, To Live: A Novel (New York: Anchor Books, 2003). Translated by Michael Berry. 250p.
- Nien Cheng, Life and Death in Shanghai (Grove, May 1987). 547 pages ISBN 0394555481
- Jung Chang, Wild Swans: Three Daughters of China (New York: Simon & Schuster, 1991). 524 p. ISBN 91020696
- Heng Liang Judith Shapiro, Son of the Revolution (New York: Knopf: Distributed by Random House, 1983).
- Yuan Gao, with Judith Polumbaum, Born Red: A Chronicle of the Cultural Revolution (Stanford, CA: Stanford University Press, 1987).
- Jiang Yang Chu translated and annotated by Djang Chu, Six Chapters of Life in a Cadre School: Memoirs from China's Cultural Revolution [Translation of Ganxiao Liu Ji] (Boulder: Westview Press, 1986).
- Bo Ma, Blood Red Sunset: A Memoir of the Chinese Cultural Revolution (New York: Viking, 1995). Translated by Howard Goldblatt.
- Guanlong Cao, The Attic: Memoir of a Chinese Landlord's Son (Berkeley: University of California Press, 1996).
- Ji-li Jiang, Red Scarf Girl: A Memoir of the Cultural Revolution (New York: HarperCollins, 1997).
- Anchee Min, Red Azalea (New York: Pantheon Books, 1994). ISBN 1-4000-9698-7.
- Rae Yang, Spider Eaters: A Memoir (Berkeley: University of California Press, 1997).
- Weili Ye, Xiaodong Ma, Growing up in the People's Republic: Conversations between Two Daughters of China's Revolution (New York: Palgrave Macmillan, 2005).
- Lijia Zhang, "Socialism Is Great": A Worker's Memoir of the New China (New York: Atlas & Co, Distributed by Norton, 2007).
- Emily Wu, Feather in the Storm (Pantheon, 2006). ISBN 978-0-375-42428-1.
- Xinran Xue, The Good Women of China: Hidden Voices  (Chatto & Windus, 2002). Translated by Esther Tyldesley. ISBN 0701173459
- Ting-Xing Ye, Leaf In A Bitter Wind (England, Bantam Books, 2000)